# Economia Zimbabweului

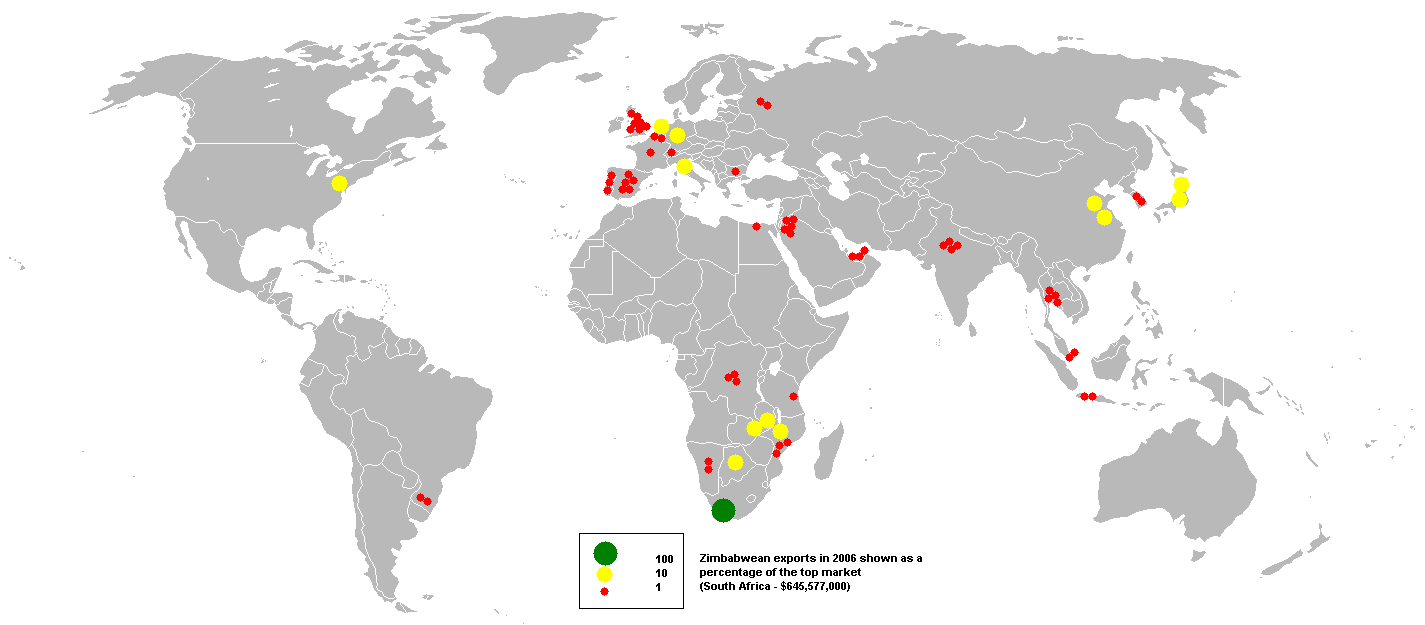
Exporturi de Zimbabwe, 2006.

Economia statului Zimbabwe s-a micșorat semnificativ după 2000, ceea ce a dus la o situație disperată în țară și la sărăcie, iar rata șomajului a ajuns la 80%. Participarea între 1998 și 2002 la războiul din Republica Democrată Congo a fost una dintre cauzele deteriorării situației economice a țării, deoarece implicarea în confilct a  dus la cheltuirea a sute de milioane de dolari. Hiperinflația a fost principala problemă între 2003 și aprilie 2009, singura rezolvare a fost suspendarea circulației monedei naționale, dolarul.